# Givaudan
Givaudan (фр. Givaudan) — швейцарський виробник харчових ароматизаторів, парфумерних композицій та активних косметичних інгредієнтів. Штаб-квартира знаходиться у Верньє, Швейцарія.

## Загальний огляд
Ароматичні композиції компанії розроблені для виробників харчових продуктів та напоїв, а також використовуються в побутових товарах, засобах особистої гігієни та парфумерії. Ароматизатори та аромати Givaudan, як правило, виготовляються на замовлення та продаються за договорами про конфіденційність. Компанія має підрозділи в Європі, Африці та на Близькому Сході, у Північній Америці, Латинській Америці та Азіатсько-тихоокеанському регіоні. У 2024 році продажі Givaudan склали 7,4  млрд швейцарських франків. Givaudan є членом Європейської асоціації ароматів.

## Історія
Givaudan була заснована як парфумерна компанія в 1895 році у Ліоні, Франція Леоном та Ксав'єром Живоданом. У 1898 році Givaudan переїхала до Женеви (Швейцарія) і побудувала фабрику у Верньє. У 1946 році Givaudan відкрила парфумерну школу, в якій навчалася третина світових парфумерів. У 1948 році компанія придбала Ersolko SA і почала роботу у сфері смакової промисловості. У 1963 році Givaudan був придбаний Roche, а в 1964 Roche придбав одного з конкурентів Givaudan, Roure. Roure був заснований у Грассі, Франція, у 1820 році. У 1937 році Roure створила перший дизайнерський парфум Schocking for Schiaparelli. Перша штаб-квартира парфумерії Givaudan у Сполучених Штатах Америки, у місті Тінек, штат Нью-Джерсі, була побудована в 1972 році за проектом Дер Скутта, архітектора Trump Tower. Пізніше компанія переїхала до Іст-Ганновера, штат Нью-Джерсі.

### 2000-ні
У 2002 році Givaudan придбав FIS, підрозділ смакових продуктів Nestle. Наступного року — компанію IBF з виробництва сирних смаків.
21 лютого 2007 року ЄС затвердив злиття Givaudan і Quest, усунувши остаточну регуляторну перешкоду для злиття після того, як влада США схвалила процес на початку місяця. Це зробило Givaudan світовим лідером як у вишуканих ароматах, так і у споживчих товарах. Вона вже була світовим лідером у галузі ароматів, і придбання Quest International зміцнило їх позиції.
У 2013 році Nestle продала свою частку в Givaudan за 1,3 млрд доларів.
Того року компанія придбала Soliance. Givaudan також випустила лінійку смаків TasteSolutions Richness. Пізніше запустила Фонд Givaudan та заснувала програму, яка працює з різними мережами збору виробників для встановлення практики сталого розвитку, яка називається Програма інноваційних природних ресурсів.

## Givaudan і довкілля
10 липня 1976 року в результаті Севезької катастрофи, найстрашнішої екологічної катастрофи в Італії, токсична хмара потрапила в атмосферу. Вищий суд Італії надав мешканцям моральну шкоду за зазнані збитки. Givaudan, материнська компанія ICMESA, виплатила 103,9 млн євро (90,3 млн дол. США) на компенсацію тим, хто отримав фізичну травму внаслідок інциденту.
У 2000-х Givaudan співпрацювала з місцевими громадами на Гуамі, де місцевий урожай ясен використовується як експортний бізнес. Партнерство сприяє сталому розвитку у торгівлі бензоїном: будівництво двох загальноосвітніх шкіл в регіоні для запровадження формальної освіти для місцевих дітей. Фірма також співпрацює з місцевими громадами щодо питання збереження лісу.